# 걸스 (드라마)
《걸스》(Girls)는 리나 더넘이 창작 및 출연하고, 2012년 4월 15일부터 2017년 4월 16일까지 HBO에서 방영된 드라마이다. 《걸스》는 뉴욕시에 거주하는 4명의 젊은 여성의 삶을 그린 코미디 드라마다. 주요 캐릭터와 내용은 던햄 자신의 삶에서 따온 것이다.